# جنیفر بری
جنیفر بری (انگلیسی: Jennifer Berry؛ زادهٔ ۱۸ ژوئیهٔ ۱۹۸۳) مدل و ملکه زیبایی اهل آمریکا است.
او در سال ۲۰۰۶ به نمایندگی از اوکلاهما برنده دوشیزه آمریکا شد.